# Gornje Nedeljice
Gornje Nedeljice (izvirno srbsko Доње Недељице) je naselje v Srbiji, ki upravno spada pod Mesto Loznica; slednje pa je del Mačvanskega upravnega okraja.

## Demografija
V naselju živi 448 polnoletnih prebivalcev, pri čemer je njihova povprečna starost 40,1 let (38,0 pri moških in 42,3 pri ženskah). Naselje ima 168 gospodinjstev, pri čemer je povprečno število članov na gospodinjstvo 3,37.
To naselje je, glede na rezultate popisa iz leta 2002, večinoma srbsko, v času zadnjih treh popisov pa je opazno zmanjšanje števila prebivalcev.
|  |

| Demografija | Demografija     | Demografija     |
| Leto        | Št. prebivalcev | Št. prebivalcev |
| ----------- | --------------- | --------------- |
|             |                 |                 |
|             |                 |                 |
|             |                 |                 |
|             |                 |                 |
| 1948        | 884             |                 |
| 1953        | 931             |                 |
| 1961        | 872             |                 |
| 1971        | 755             |                 |
| 1981        | 705             |                 |
| 1991        | 673             | 633             |
| 2002        | 615             | 566             |
|             |                 |                 |

| Etnična sestava po popisu iz leta 2002 | Etnična sestava po popisu iz leta 2002 | Etnična sestava po popisu iz leta 2002 | Etnična sestava po popisu iz leta 2002 | Etnična sestava po popisu iz leta 2002 |
| -------------------------------------- | -------------------------------------- | -------------------------------------- | -------------------------------------- | -------------------------------------- |
| Srbi                                   | Srbi                                   |                                        | 565                                    | 99,82%                                 |
| Neznano                                | Neznano                                |                                        | 1                                      | 0,17%                                  |